# C. S. Forester

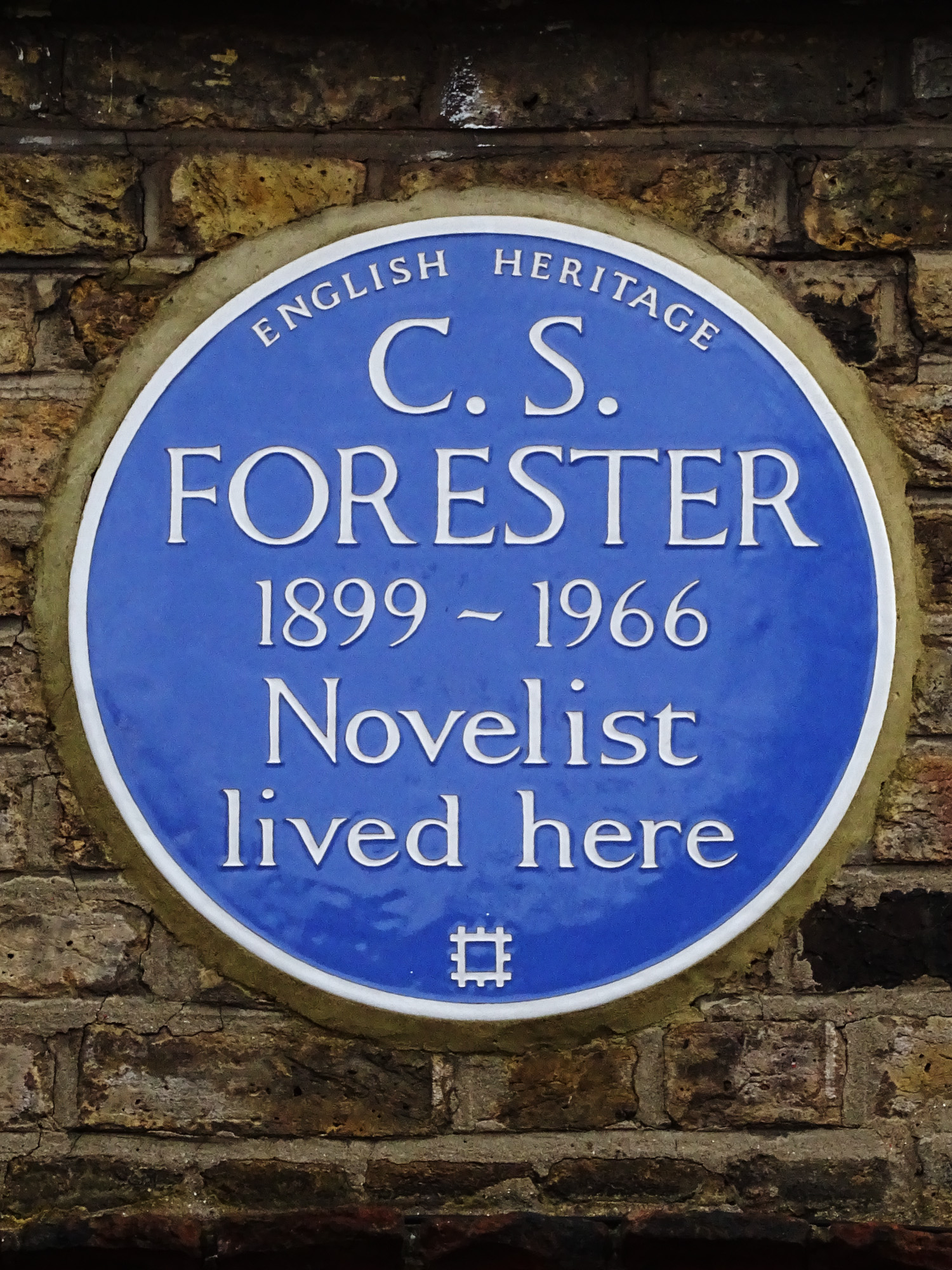

Cecil Scott Forester, pseudônimo de Cecil Louis Troughton Smith (Cairo, 27 de agosto de 1899 — Fullerton, 2 de abril de 1966) foi um escritor britânico nascido no Egito.
Ficou conhecido pelos contos de aventura sobre temas militares. Suas obras mais famosas são os onze livros da série Horatio Hornblower, que se passa na era napoleônica, e The African Queen, publicado em 1935 e filmado em 1951 por John Huston. Suas novelas A Ship of the Line e Flying Colours foram premiadas em 1938 com o James Tait Black Memorial Prize para ficção. É autor também de duas novelas policiais e dois livros infantis.
É uma das duas únicas pessoas que se conhece que tenham lido duas edições diferentes da Encyclopædia Britannica, o outro é o comerciante Amos Urban Shirk.

## Obras
| - 1922 Victor Emmanuel II. Methuen? - 1924 A Pawn among Kings. Methuen. - 1924 Napoleon and his Court. Methuen. - 1924 The Paid Piper. Methuen. - 1925 Josephine, Napoleon’s Empress. Methuen. - 1926 Payment Deferred. Methuen. - 1927 Love Lies Dreaming. John Lane. - 1927 One Wonderful Week. John Lane. - 1927 Victor Emmanuel II and the Union of Italy. Methuen. - 1928 The Daughter of the Hawk. John Lane. - 1928 Louis XIV, King of France and Navarre. Methuen. - 1929 Brown on Resolution. John Lane. - 1929 Nelson. John Lane. - 1929 The Voyage of the Annie Marble. John Lane. - 1930 Plain Murder. John Lane. - 1930 The Annie Marble in Germany. John Lane. - 1931 Two-and-Twenty. John Lane. - 1931 U 97, a Play in 3 Acts. John Lane. - 1932 Morte aos Franceses - no original Death to the French. John Lane. - 1933 The Gun. John Lane. - 1933 Nurse Cavell. (a Play in 3 Acts, with C. E. Bechhofer Roberts) John Lane. - 1934 The Peacemaker. Heinemann. - 1935 The African Queen. Heinemann. - 1935 The Pursued (a lost novel, not published until 2011, see below). - 1936 The General. Michael Joseph. - 1936 Marionettes at Home. Michael Joseph. - 1937 The Happy Return. Michael Joseph. Published in the US as Beat to Quarters - 1938 A Ship of the Line. Michael Joseph. - 1938 Flying Colours. Michael Joseph. - 1940 The Earthly Paradise. Michael Joseph. - 1941 The Captain from Connecticut. Michael Joseph. - 1942 Poo-Poo and the Dragons. Michael Joseph. - 1943 The Ship. Michael Joseph. - 1943 The Barbary Pirates. Lyonsmith - 1944 The Bedchamber Mystery. to which is added the story of The Eleven Deckchairs and Modernity and Maternity. S. J. Reginald Saunders. Published in the US as Three Matronly Mysteries. eNet Press. - 1945 The Commodore. Michael Joseph. Published in the US as Commodore Hornblower | - 1946 Lord Hornblower. Michael Joseph. - 1948 The Sky and the Forest. Michael Joseph. - 1950 Mr. Midshipman Hornblower. Michael Joseph. - 1950 Randall and the River of Time. Michael Joseph. - 1952 Lieutenant Hornblower. Michael Joseph. - 1953 Hornblower and the Atropos. Michael Joseph. - 1953 The Adventures of John Wetherell. Doubleday & Company, Inc. - 1954 The Nightmare. Michael Joseph. - 1955 The Good Shepherd. Michael Joseph. - 1957 The Naval War of 1812. Michael Joseph. Published in the US as The Age of Fighting Sail - 1958 Hornblower in the West Indies. Michael Joseph. Published in the US as Admiral Hornblower in the West Indies - 1959 Hunting the Bismarck. Michael Joseph. Published in the US as The Last Nine Days of the Bismark - 1962 Hornblower and the Hotspur. Michael Joseph. - 1964 The Young Hornblower. (a compilation of books 1, 2 & 3). Michael Joseph. - 1964 The Hornblower Companion. Michael Joseph. - 1965 Captain Hornblower (a compilation of books 5, 6 & 7). Michael Joseph. - 1967 Hornblower and the Crisis, an unfinished novel. Michael Joseph. Published in the US as Hornblower During the Crisis - 1967 Long before Forty. Michael Joseph. - 1968 Admiral Hornblower (a compilation of books 8, 9, 10 & 11). Michael Joseph. - 1969 The Man in the Yellow Raft. Michael Joseph. - 1971 Gold from Crete. Michael Joseph. - 2011 Hornblower Addendum – Five Short Stories (originally published in magazines) - 2011 The Pursued (a lost novel rediscovered in 1999), published by Penguin Classics |